# 文新街道
文新街道是中国浙江省杭州市西湖区下辖的一个街道办事处。辖区面积5.05平方公里，总人口10万余人。街道成立于1998年12月。

## 行政区划
文新街道现辖：
湖畔社区、南都社区、金乐社区、星洲社区、新金都社区、竟舟社区、府新社区、德加社区、香樟社区、桂花园社区、沁雅社区和登云圩社区。